# Mount Brewster (Antarktika)
Mount Brewster ist ein Berg im ostantarktischen Viktorialand. Er ist mit 2025 m die höchste Erhebung auf der Daniell-Halbinsel an der Borchgrevink-Küste.
Sein Entdecker, der britische Polarforscher James Clark Ross benannte ihn 1841 im Zuge seiner Antarktisexpedition (1839–1843) nach dem schottischen Physiker David Brewster (1781–1868).